# 30384 Robertirelan
30384 Robertirelan è un asteroide della fascia principale. Scoperto nel 2000, presenta un'orbita caratterizzata da un semiasse maggiore pari a 2,7207731 UA e da un'eccentricità di 0,0974014, inclinata di 3,12499° rispetto all'eclittica.